# Sulfato de tálio(I)
Sulfato de tálio (I) é o composto de fórmula química Tl2SO4. É composto por dois átomos de Tálio, um átomo de Enxofre e quatro átomos de Oxigénio.
É um composto químico que no século XVIII e XIX era usado no tratamento de certas doenças e foi historicamente utilizado como rodenticida e inseticida, mas é agora considerado perigoso devido à sua alta toxicidade.
O sulfato de tálio é um sólido cristalino inodoro e incoloro ou um pó branco. 
A substância é irritante para os olhos, pele e possivelmente do tracto respiratório. A substância pode causar efeitos no tracto gastrointestinal, sistema nervoso central e sistema nervoso periférico. A exposição pode causar queda de cabelo. A ingestão de grandes quantidades pode causar efeitos no sistema cardiovascular, rins e fígado. A ingestão de grandes quantidades pode causar morte. Os efeitos podem ser retardados. 
1. ↑  «QNInt :: Home». qnint.sbq.org.br. Consultado em 11 de junho de 2025
2. ↑  «ICSC 0336 - SULFATO DE TÁLIO». chemicalsafety.ilo.org. Consultado em 11 de junho de 2025
3. ↑  «ICSC 0336 - SULFATO DE TÁLIO». chemicalsafety.ilo.org. Consultado em 11 de junho de 2025